# Dipylidium
Genre
Dipylidium est un genre de vers plats de la famille des Dipylidiidae selon World Register of Marine Species (31 octobre 2023), dont les espèces sont responsables de tæniasis chez l'humain. Le genre Dipylidium caninum, répandu partout sur le globe, est le ver solitaire le plus fréquent chez le chien. Il affecte aussi occasionnellement les chats. Les vecteurs sont la puce, les acariens (Trichodectidae) et pour le chat le pou du chat domestique. Les œufs du ver Dipylidium se détachent du corps des larves et se développent jusqu'à atteindre eux-mêmes le stade larvaire de cysticercoïde. Ces larves s'introduisent dans l’intestin du chien lorsque le mammifère ingère des puces, et elles atteignent le stade adulte en l'espace de 20 jours. Leur taille est alors de 10–70 cm de longueur et de 2–3 mm de largeur. Il contamine le milieu par transmission des puces à d'autres chiens ou chats.

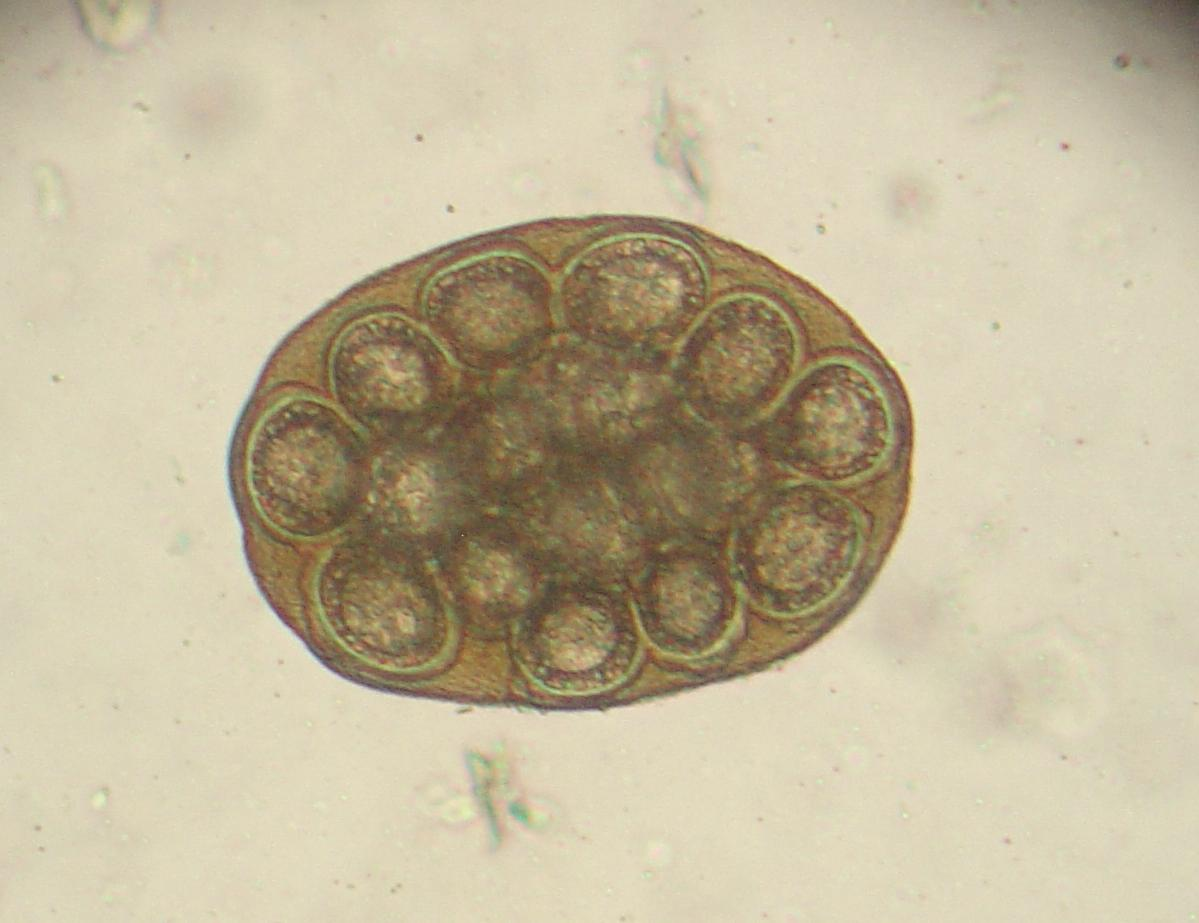
Amas d’œufs du ténia du chien
(photo prise au microscope)

Le tableau clinique s'apparente à celui de l’échinocoque du chien ou du chat. Il arrive dans quelques rares cas que ce parasite affecte l'humain, surtout l'enfant en bas âge : on parle alors de dipylidiose.

## Espèces
- Dipylidium caninum (Linnaeus, 1758)
- Dipylidium oerleyi Ratz, 1900
- Dipylidium porimamillanum Lopez-Neyra, 1927
- Dipylidium sexcoronatum Ratz, 1900